# Plattkarte

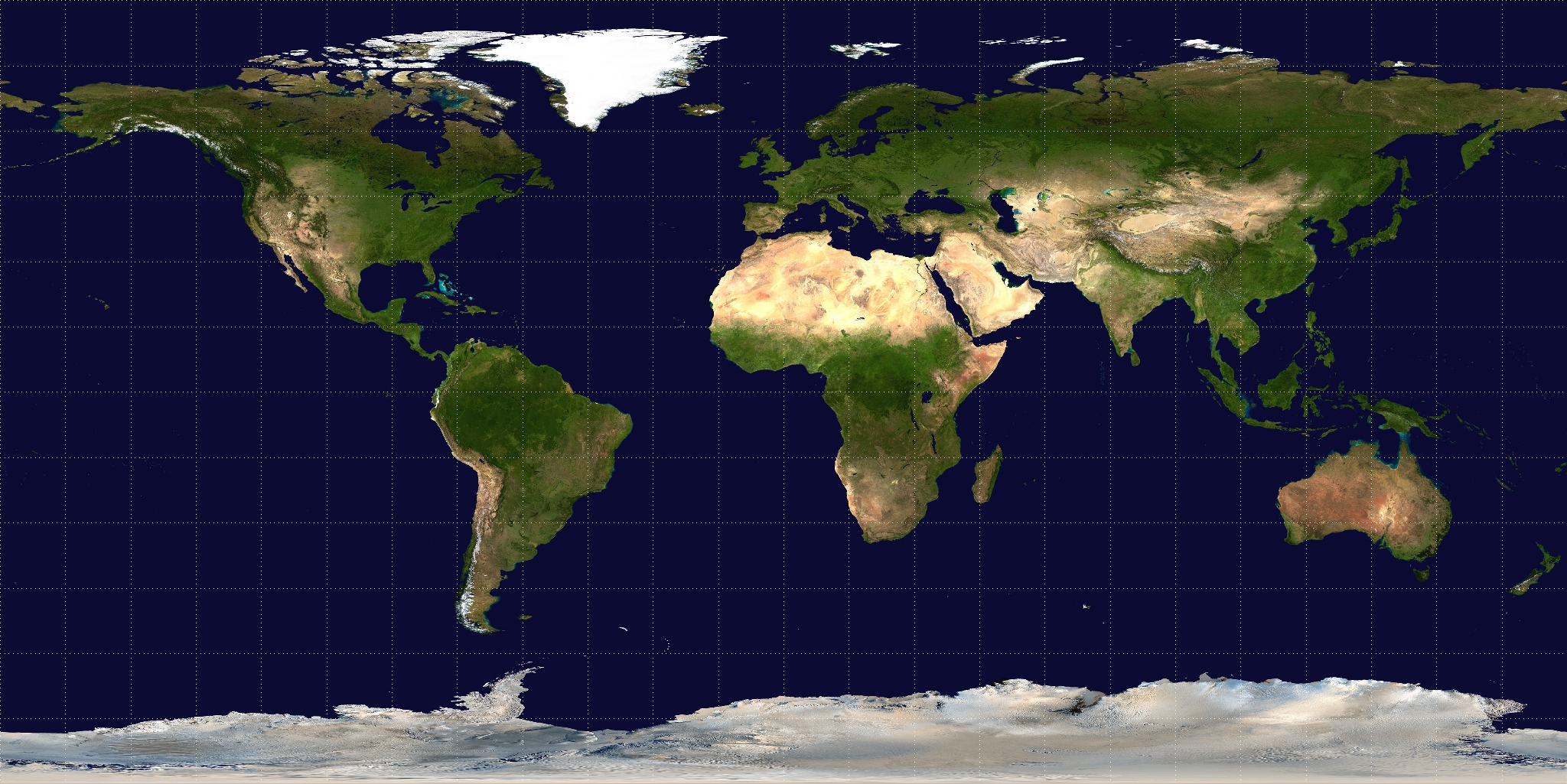
Quadratische Plattkarte: Blue Marble: Land Surface, Ocean Color and Sea Ice, NASA

Plankarte mit Tissotscher Indikatrix. An den auf der Kugeloberfläche identisch großen Kreisen lässt sich ablesen, wie stark die jeweiligen Bereiche der Projektion verzerrt werden.

Als Plattkarte (Plate-Carrée-Projektion, zu französisch plate carrée „flaches Rechteck“), auch Rektangularprojektion oder rektanguläre bzw. rektangulare Projektion (englisch rectangular projection), bezeichnet man in der mathematischen Kartografie eine abstandstreue (längentreue) Zylinderprojektion. Ihre Spezialform ist die quadratische Plattkarte (äquirektanguläre Projektion, einfache Zylinderprojektion, englisch equirectangular projection, frz. auch carte parallélogrammatique). Sie war trotz ihres hohen Alters früher wenig in Gebrauch, gehört heute aber zu den wichtigeren Projektionsarten.
Plattkarte ist dabei speziell die Bezeichnung der Hauptlage der Rektangularprojektion, also mit dem Äquator als Standardparallele. Deren quadratische Spezialform ist in Ost–West- wie auch Nord-Süd-Richtung abstandstreu, gibt also die geographischen Koordinaten direkt wieder, und wird darum auch geographische Projektion genannt.

## Grundlagen
Die Längenkreise werden streckentreu abgebildet. Die Breitenkreise sind bis auf die Berühr- oder Schnittkreise verzerrt. Die Pole werden mit der gleichen Länge wie der Äquator wiedergegeben, die Flächenverzerrung nimmt zum Pol hin zu.
Die Grundform der Plattkarte entsteht, wenn geographische Länge {\displaystyle \lambda } und Breite {\displaystyle \phi } direkt als kartesische Koordinaten verwendet werden:
{\displaystyle {\begin{aligned}x&=\lambda \\y&=\phi \end{aligned}}}
Es handelt sich dabei um den einfachsten der möglichen Kartennetzentwürfe.
Es kann eine Transformation von Kugelkoordinaten in ebene Koordinaten oder eine Rücktransformation von ebenen Koordinaten in Kugelkoordinaten erfolgen.
Dabei ist folgendes definiert:
λ Längengrad auf der Kugeloberfläche
φ Breitengrad der Kugeloberfläche
φ1 Parallele zum Äquator
λ0 Hauptmeridian
x horizontale Koordinate des projizierten Punktes auf der Karte (Abbildung)
y vertikale Koordinate des projizierten Punktes auf der Karte (Abbildung)

### Transformation
{\displaystyle {\begin{aligned}x&=(\lambda -\lambda _{0})\cos \varphi _{1}\\y&=(\varphi -\varphi _{1})\end{aligned}}}
Diese Formel gilt nur bei einer Kugel (nicht auf einem Ellipsoid).

### Rücktransformation
{\displaystyle {\begin{aligned}\lambda &={\frac {x}{\cos \varphi _{1}}}+\lambda _{0}\\\varphi &=y+\varphi _{1}\end{aligned}}}

## Quadratische Plattkarte
Die quadratische Plattkarte (äquirektanguläre Projektion) ist eine abstandstreue Zylinderprojektion in normaler Lage mit einem Berührkreis am Äquator. Der Äquator selbst ist dabei längentreu, äquatornahe Gebiete werden ebenfalls als relativ winkel- und flächentreu dargestellt.
Hauptentwurfsprinzip ist, dass an jeder Stelle auf der Karte der Abstand von jeweils zwei benachbarten Breitengraden und zwei benachbarten Längengraden identisch ist. Das führt in den mittleren Breiten zu relativ starken Verzerrungen in Ost-West-Richtung, während die Meridiane genauso lang dargestellt werden wie der halbe Äquator – was bei der Annahme der Erde als Kugel korrekt ist. Damit ist die Karte in Nord-Süd-Richtung längentreu. Die Verzerrung der Breiten nimmt zu den Polen hin mit dem Faktor {\displaystyle 1/\cos({\text{Breite}})} zu.

## Rechteckige Plattkarte
Bei dieser Variante schneidet der Zylinder die Erdkugel bzw. das -ellipsoid. Die Schnittkreise sind neben den Längenkreisen längentreu.
Daraus ergibt sich ein rechteckiges Kartennetz im Verhältnis {\displaystyle 1:\cos({\text{Schnittbreite}})}. Die Breiten- und Längenkreise haben zwar konstante Abstände, aber in jenem Verhältnis, das für die mittlere geografische Breite der Karte zutrifft (Schnittbreite). Die Breiten zwischen den Schnittkreisen werden verkürzt dargestellt, außerhalb zu den Polen hin verlängert. Die Verzerrung beträgt {\displaystyle \cos({\text{Schnittbreite}})/\cos({\text{Breite}})}.
Die Karten stellen die mittleren Breiten besser dar.

## Verwendung
Der Kartennetzentwurf der quadratischen Plattkarte soll nach Ptolemäus auf Marinos von Tyros (etwa um 100 n. Chr.) zurückgehen, damit ist sie eine der ältesten Kartenprojektionen.
Aufgrund der Verzerrungen wurde diese Projektion in der Geographie selten verwendet; sie fand sich in der Nautik in frühen Seekarten. Vermutlich war der portugiesische Astronom und Mathematiker Pedro Nunes (1502–1578) der Erste, der sich mit den aus ihr folgenden Verzerrungen und deren Einfluss auf die Navigation befasste. Koordinatentreu gezeichnet sind auch frühe Sternkarten, beispielsweise Bayers Uranometria von 1603.
Eine besondere Bedeutung kommt ihr aber in den modernen Geoinformationssystemen zu, weil die geographischen Koordinaten direkt in die Karte eingetragen bzw. aus ihr abgelesen werden können.
- Verwendet wird sie für Anwendungen, die weltweite Datensätze behandeln oder auf Satellitendaten aufsetzen, etwa NASA World Wind. Bekanntester äquirektangularer Datensatz ist die Blue Marble: Cloudless Earth der NASA. Besonders geeignet ist sie für Rasterdatensätze („Bilddateien“), vektorbasierte Anwendungen wie Google Maps oder Openstreetmap benutzen hingegen seit Mitte der 2000er die winkeltreue Mercator-Projektion (Web-Mercator), weil die serverseitige Rechenleistung dafür schon ausreicht.
- Außerdem findet sie sich naturgemäß für sehr kleinräumige Karten, bei denen die Erdkrümmung keine Rolle mehr spielt, de facto sind Ortskarte oder Baupläne Äquirektangularprojektionen. Daher ist direkte Umrechnung der geodätischen Vermessungsdaten in die Planposition auch Standard der digitalisierten Kataster.

Ähnliches gilt für Sternkarten, auch Astronomieprogramme verwenden diese Darstellung, insbesondere für die horizontnahe Ansicht, während sie für zenitnähere meist auf perspektivische (punktbezogene) Abbildungen wechseln, wie die winkel- und kreistreue stereografische Projektion oder die zenitabstandstreue (equidistante) azimutale Projektion, und für Gesamtansichten in die orthografische Projektion. Die Abstandstreue ist hierbei besonders für die astronomischen Entfernungsschätzungen wie „faustbreit“ (10°) gut geeignet.